# Gelasma orthodesma
Gelasma orthodesma är en fjärilsart som beskrevs av Oswald Beltram Lower 1894. Gelasma orthodesma ingår i släktet Gelasma och familjen mätare. Inga underarter finns listade i Catalogue of Life.